# Audrey Esparza

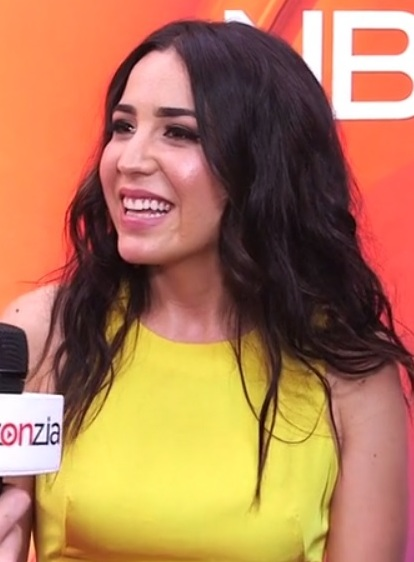
Audrey Esparza (2015)

Audrey Esparza (* 4. März 1986 in Laredo (Texas)) ist eine US-amerikanische Schauspielerin, die vor allem durch ihre Rolle als FBI-Agentin Tasha Zapata in der amerikanischen Fernsehserie Blindspot bekannt ist.

## Leben und Karriere
Audrey Esparza wurde in Laredo geboren, einer Stadt im US-Bundesstaat Texas an der Grenze zu Mexiko. Ihre Familie hat mexikanische Wurzeln und enge Beziehungen zu der Stadt Nuevo Laredo am gegenüberliegenden Ufer des Rio Grande. Dadurch wuchs sie zweisprachig auf und spricht fließend Englisch und Spanisch. Bereits im Alter von zwei Jahren lernte sie tanzen, später studierte sie an einer Schauspielschule für Gymnasiasten an der Yale University.
Mit 18 Jahren zog sie nach Manhattan, um an der Tisch School of the Arts an der New Yorker Universität experimentelles Theater zu studieren.
Vor ihrer Zeit beim Fernsehen spielte Esparza in mehr als einem Dutzend Theaterstücken an  Off-Broadway und Off-Off-Broadway Theatern. Darunter sind beispielsweise die Stücke Underneath My Bed unter der Regie von Pedro Pascal (Game of Thrones) und Post No Bills am Rattlestick Playwrights Theater sowie Produktionen am INTAR Theatre, bei The Lark, Repertorio Español und Theatre Wing in New York City.
Ihre Fernsehkarriere begann 2011 mit kleinen Rollen in Fernsehfilmen, ab 2013 auch in Serien. Seit 2014 erhielt sie wiederkehrende Rollen in den Serien Power (3 Folgen), Black Box (12 Folgen) und Public Morals (3 Folgen). Von 2015 bis 2020 spielte sie eine Hauptrolle in der Serie Blindspot als die FBI-Agentin Natasha „Tasha“ Zapata.

## Filmografie
- 2011: Family Practice (Fernsehfilm)
- 2013: Amateurs (Spielfilm)
- 2013: The Americans (Fernsehserie, Folge "Gregory")
- 2013: The Following (Fernsehserie, Folge "Let Me Go")
- 2013: Blue Bloods – Crime Scene New York (Fernsehserie, Folge "Protest Too Much")
- 2013: Golden Boy (Fernsehserie, Folge "Scapegoat")
- 2014: Floating Sunflowers (Kurzfilm)
- 2014: Power (Fernsehserie, 3 Folgen)
- 2014: Black Box (Fernsehserie, 12 Folgen)
- 2015: Madam Secretary (Fernsehserie, Folge "Face the Nation")
- 2015: Public Morals (Fernsehserie, 3 Folgen)
- 2015–2020: Blindspot (Fernsehserie, 100 Folgen)
- 2022: Power Book IV: Force (Fernsehserie, 9 Folgen)